# Shromáždění republiky (Severní Kypr)
Shromáždění republiky (turecky Cumhuriyet Meclisi) je parlament Severokyperské turecké republiky. Má 50 poslanců, kteří jsou voleni na pětileté období ve zmírněném poměrném zastoupení. Aby strana získala nějaké křeslo, musí překročit volební práh (5 % všech hlasů). Parlament se skládá z 50 poslanců, kteří jsou voleni v šesti volebních obvodech, jež jsou shodné s okresy Severního Kypru: Lefkoşa, Gazimağusa, Girne, Güzelyurt, Lefke a İskele.
V parlamentních volbách na Severním Kypru voliči hlasují pro jednotlivé kandidáty. Hlasuje se dvěma způsoby.
- Voliči mohou hlasovat pro stranu, což v podstatě znamená, že hlasují pro každého kandidáta na poslance z této strany v daném obvodu jednou. Při tomto způsobu hlasování může volič dále upřednostnit poslance.
- Případně volič nemusí volit stranu, ale hlasuje pro kandidáty z různých stran. Při tomto druhu smíšeného hlasování nemůže volič vybrat více poslanců, než kolik jich má obvod přidělených.